# Timur Morgunov
Timur Ígorievich Morgunov (en ruso: Тимур Игоревич Моргунов, Kopeisk, 12 de octubre de 1996) es un deportista ruso que compite en atletismo. Ganó una medalla de plata en el Campeonato Europeo de Atletismo de 2018, en la prueba de salto con pértiga.

## Palmarés internacional
| Campeonato Europeo | Campeonato Europeo | Campeonato Europeo | Campeonato Europeo |
| Año                | Lugar              | Medalla            | Prueba             |
| ------------------ | ------------------ | ------------------ | ------------------ |
| 2018               | Berlín (Alemania)  | Medalla de plata   | Salto con pértiga  |